# Догарі (Бузеу)
Догарі (рум. Dogari) — село у повіті Бузеу в Румунії. Входить до складу комуни Бечень.
Село розташоване на відстані 120 км на північний схід від Бухареста, 29 км на північ від Бузеу, 99 км на захід від Галаца, 93 км на схід від Брашова.

## Населення
За даними перепису населення 2002 року у селі проживали 370 осіб, усі — румуни. Усі жителі села рідною мовою назвали румунську.